# Oberliga Nordrhein
La Oberliga Nordrhein fue una liga de fútbol de Alemania que nació en 1978 y que desapareció en 2008 tras crearse la 3. Bundesliga.

## Historia
Fue creada en el año 1978 como la liga de fútbol más importante de la región de Nordrhein-Westfalen con el fin de darle un ascenso directo a los equipos a la 2. Bundesliga Nord. 19 equipos participaron en la primera temporada de la liga en 1978/79, la cual originalmente fue llamada Amateur-Oberliga Nordrhein hasta 1994 al adoptar su última denominación.
Tras la fusión de la 2. Bundesliga en una sola liga en 1981, el ascenso directo fue eliminado y cambiado por una serie de playoff ante los equipos de las otras tres ligas para definir el ascenso, eso pasó hasta que en 1994 se creó la Regionalliga, con lo que se regresó el ascenso directo, pero con la diferencia de que la liga pasó a ser de cuarta división y no de tercera división como lo fue en su inicio.
La dicha duró poco luego de que se redujeran las Regionalligas a 2, con lo que se retornó a un playoff para definir el ascenso.
En 2008 nace la 3. Bundesliga como la nueva tercera división de Alemania, por lo que la Oberliga Nordrhein deja de existir tras treinta temporadas, en las que el Schwarz-Weiß Essen fue el único equipo que disputó todas las temporadas de existencia de la liga, siendo reemplazada por la Oberliga Nordrhein-Westfalen.

## Equipos

### Fundadores
Estos fueron los 19 equipos que disputaron la primera temporada de la liga en 1978/79:
| - 1. FC Bocholt - Schwarz-Weiß Essen - Olympia Bocholt - Rot-Weiß Oberhausen - VfB Remscheid - TuS Xanten | - 1. FC Viersen - ASV Wuppertal - RSV Meerbeck - Viktoria Köln - SV Baesweiler 09 - Bonner SC | - 1. FC Köln II - SC Jülich 1910 - TuS Langerwehe - SV Siegburg 04 - FC Niederembt - FV Bad Honnef - Borussia Brand |

### Última Temporada
Estos fueron los 18 equipos que disputaron la última temporada de la liga en 2007/08 y su respectiva reubicación:
| a la Regionalliga West: - Borussia Mönchengladbach II - Bayer Leverkusen II - 1. FC Köln II - 1. FC Kleve a la Oberliga Nordrhein-Westfalen: - Schwarz-Weiß Essen - SSVg Velbert - MSV Duisburg II - Germania Dattenfeld - Alemannia Aachen II - Bonner SC - Fortuna Düsseldorf II | a la Verbandsliga Mittelrhein: - SSG Bergisch Gladbach a la Verbandsliga Niederrhein: - Wuppertaler SV II - VfB Homberg - KFC Uerdingen 05 - TuRU Düsseldorf - VfB Speldorf - SV Straelen |

## Ediciones Anteriores
| Temporada | Club                |
| --------- | ------------------- |
| 1978-79   | Rot-Weiß Oberhausen |
| 1979-80   | 1. FC Bocholt       |
| 1980-81   | 1. FC Köln II       |
| 1981-82   | BVL Remscheid       |
| 1982-83   | Rot-Weiß Oberhausen |
| 1983-84   | 1. FC Bocholt       |
| 1984-85   | Rot-Weiß Essen      |
| 1985-86   | Rot-Weiß Essen      |
| 1986-87   | BVL Remscheid       |
| 1987-88   | MSV Duisburg        |
| 1988-89   | MSV Duisburg        |
| 1989-90   | Wuppertaler SV      |
| 1990-91   | FC Remscheid        |
| 1991-92   | Wuppertaler SV      |
| 1992-93   | Rot-Weiß Essen      |

| Temporada | Club                        |
| --------- | --------------------------- |
| 1993-94   | Fortuna Düsseldorf          |
| 1994-95   | Rot-Weiß Oberhausen         |
| 1995-96   | Germania Teveren            |
| 1996-97   | Bonner SC                   |
| 1997-98   | Bayer Leverkusen II         |
| 1998-99   | Rot-Weiß Essen              |
| 1999–2000 | Wuppertaler SV              |
| 2000-01   | Bayer Leverkusen II         |
| 2001-02   | 1. FC Köln II               |
| 2002-03   | Wuppertaler SV              |
| 2003-04   | SSVg Velbert                |
| 2004-05   | Bayer Leverkusen II         |
| 2005-06   | Borussia Mönchengladbach II |
| 2006-07   | Rot-Weiß Oberhausen         |
| 2007-08   | Borussia Mönchengladbach II |

Fuente: